# Takuji Yonemoto
Takuji Yonemoto (米本 拓司, Yonemoto Takuji) est un footballeur japonais né le 3 décembre 1990 à Itami dans la préfecture de Hyōgo au Japon.